# Limnochromini
Limnochromini là tông cá hoàng đế châu Phi từ hồ Tanganyika.

## Hình ảnh

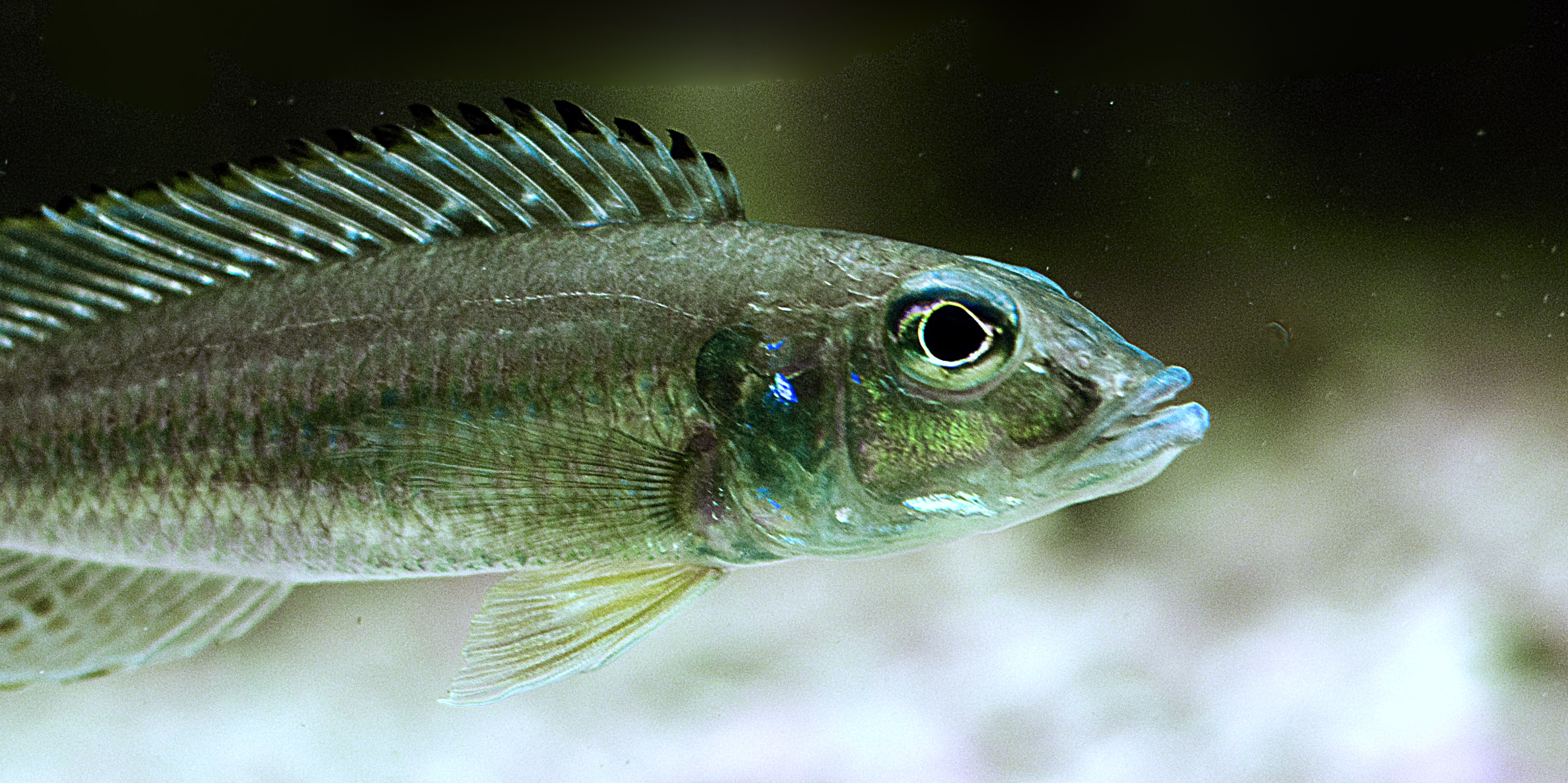

## Chi
- Baileychromis
- Gnathochromis
- Limnochromis
- Reganochromis
- Triglachromis